# Détail quantitatif estimatif
 (novembre 2023).
Si vous disposez d'ouvrages ou d'articles de référence ou si vous connaissez des sites web de qualité traitant du thème abordé ici, merci de compléter l'article en donnant les références utiles à sa vérifiabilité et en les liant à la section « Notes et références ».
Pour les articles homonymes, voir DQE.
Le détail quantitatif estimatif (en abrégé DQE, en anglais : bill of quantities) est un document pouvant figurer parmi ceux d'un appel d'offres dans un marché public.
Le commanditaire y donne la liste des travaux et fournitures demandés dans l'appel d'offre, leur quantité et leur unité (m, m2, m3...). Le soumissionnaire complète en indiquant le prix les rémunérant. Les prix unitaires sont annexés dans le bordereau des prix unitaires (BPU).